# دالوند
دالوند یا دلون یکی از طوایف لر از ایل باجولوند و ساکن لرستان و خوزستان است گویش کنونی دالوندها لری خرم‌آبادی است.

## تقسیم بندی
ایلات باجولوند در لرستان شامل چهار ایل می باشد:
- دالوند
- قایدرحمت
- یاراحمدی
- آروان

## سکونتگاه
بیشتر افراد این قوم در استانهای لرستان و خوزستان زندگی می‌کنند. بر اساس نوشته‌های هنری راولینسون تا اواسط دوره قاجار حدود ۹۰۰ خانوار از این قوم کوچ‌نشین بوده و تابستان را در دشت هرو و زمستان را در استان خوزستان و حاشیه رودخانه کرخه و شهرستان شوش سپری می‌کردند.